# Возний Олександр Іванович
Возний Олександр Іванович (нар. 24 лютого 1981, Тетіїв Білоцерківського району Київської області, УРСР) — український управлінець, колишній директор Департаменту захисту довкілля та адаптації до зміни клімату КМДА (колишнє Управління екології та природних ресурсів КМДА).

## Освіта
- У 2003 році закінчив Академію державної податкової служби за спеціальністю «Правоохоронна діяльність». Кваліфікація — юрист.
- У 2013 році закінчив Державну екологічну академію післядипломної освіти та управління, спеціаліст-еколог.
- У 2014 році закінчив Національну академію держуправління за спеціальністю «державне управління», магістр держуправління.

## Трудова діяльність
Серпня 1998 — березень 2011 — службовець податкової міліції Державної податкової адміністрації у Києві.
Квітень 2011 — радник міністра екології та природних ресурсів.
Квітень 2011– травень 2013 — начальник Державного управління охорони навколишнього природного середовища у Києві.
Травень 2013 — травень 2014 — головний спеціаліст з питань попередження та виявлення корупції Державної екологічної інспекції.
Серпень 2015 — січень 2021 — директор ТОВ «Центр управління відходами».
11 лютого 2021 року призначений на посаду начальника Управління екології та природних ресурсів КМДА (пізніше — Департамент захисту довкілля та адаптації до зміни клімату КМДА).
28 травня 2025 року звільнений з посади директора Департаменту захисту довкілля та адаптації до зміни клімату КМДА за угодою сторін.

## Директор Департаменту захисту довкілля
- Оранізовано функціонування найбільшої в Україні автоматизованої системи моніторингу якості повітря[3].
- Розпочато роботу по створенню «онлайн мапи дерев» Києва з даними про дерева на балансі у міста[4][ангажоване джерело]. Станом на початок 2025 року у столиці було «оцифровано» 287 672 дерев.[5][ангажоване джерело]
- Відкрито екостежку для активного відпочинку «Труханів трейл» на Трухановому острові через озера, ліси, пляжі.[6][ангажоване джерело]
- Проведено роботи з відновлення озера Синє на Виноградорі. Станом на кінець 2024 року наповнення водою відбувалося навіть в більших обсягах, ніж очікувалось. Очікується, що повноцінне відновлення водойми триватиме мінімум два роки.[7][ангажоване джерело]
- Проведено серію найбільших в Україні Днів адопції тварин.[8][ангажоване джерело]
- Значно розширено кількість пунктів прийому новорічних дерев для екологічної утилізації. Так, станом на початок 2025 року в столиці функціонувало 78 таких пунктів[9].
- Київ став флагманським містом проєкту SUN4Ukraine в межах Місії ЄС з кліматично нейтральних та розумних міст.[ангажоване джерело][10]

## Сім'я
Одружений, виховує двох дочок.